# Serbie aux Jeux olympiques d'été de 2020
La Serbie participe aux Jeux olympiques de 2020 à Tokyo au Japon. Initialement prévus du 24 juillet au 9 août 2020, les Jeux ont été reportés du 23 juillet au 8 août 2021, en raison de la pandémie de Covid-19. Il s'agit de sa 5e participation à des Jeux d'été.

## Athlètes engagés
| Sport           | Hommes | Femmes | Total |
| --------------- | ------ | ------ | ----- |
| Athlétisme      | 2      | 3      | 5     |
| Aviron          | 2      | 1      | 3     |
| Basket-ball     | 4      | 12     | 16    |
| Boxe            | 0      | 1      | 1     |
| Canoë-kayak     | 2      | 1      | 3     |
| Judo            | 2      | 3      | 5     |
| Karaté          | 0      | 1      | 1     |
| Lutte           | 4      | 0      | 4     |
| Natation        | 6      | 1      | 7     |
| Taekwondo       | 0      | 2      | 2     |
| Tennis          | 2      | 3      | 5     |
| Tennis de table | 3      | 0      | 3     |
| Tir             | 3      | 4      | 7     |
| Volley-ball     | 0      | 12     | 12    |
| Water-polo      | 13     | 0      | 13    |
| Total           | 43     | 44     | 87    |

## Médaillés
| Sport      | Discipline                   | Athlète(s) | Performance                  | Date       |
| ---------- | ---------------------------- | --- | ---------------------------- | ---------- |
| Karaté     | Kumité femmes moins de 61 kg | Jovana Preković | Yin Xiaoyan Victoire 0-0 (H) | 6 août     |
| Taekwondo  | Plus de 67 kg - femmes       | Milica Mandić | Lee Da-bin Victoie 10-7      | 27 juillet |
| Water-polo | Tournoi masculin             | Gojko Pijetlović Dušan Mandić Nikola Dedović Sava Ranđelović Strahinja Rašović Duško Pijetlović Đorđe Lazić Milan Aleksić Nikola Jakšić Filip Filipović Andrija Prlainović Stefan Mitrović Branislav Mitrović | Grèce Victoire 13-10         | 8 août     |

| Sport | Discipline                            | Athlète(s)  | Performance  | Date       |
| ----- | ------------------------------------- | ----------- | ------------ | ---------- |
| Tir   | Pistolet à air comprimé 10 m - hommes | Damir Mikec | 237,9 points | 24 juillet |

| Sport               | Discipline                               | Athlète(s) | Performance               | Date       |
| ------------------- | ---------------------------------------- | --- | ------------------------- | ---------- |
| Basket-ball à trois | Tournoi masculin                         | Dušan Domović Bulut Dejan Majstorović Aleksandar Ratkov Mihailo Vasić | Belgique Victoire 12-10   | 28 juillet |
| Lutte               | Gréco-romaine 87 kg                      | Zurabi Datunashvili | Ivan Huklek Victoire 6-1  | 4 août     |
| Taekwondo           | Moins de 49 kg femmes                    | Tijana Bogdanović | Miyu Yamada Victoire 20-6 | 24 juillet |
| Tir                 | Carabine à 50 m trois positions - hommes | Milenko Sebić | 448,2 points              | 2 août     |
| Volley-ball         | Tournoi féminin                          | Bianka Buša Mina Popović Slađana Mirković Brankica Mihajlović Maja Ognjenović Ana Bjelica Maja Aleksić Milena Rašić Silvija Popović Tijana Bošković Bojana Milenković Jelena Blagojević | Corée du Sud Victoire 3-0 | 8 août     |

| Sport       |   |   |   | Total |
| ----------- | - | - | - | ----- |
| Basket-ball | 0 | 0 | 1 | 1     |
| Karaté      | 1 | 0 | 0 | 1     |
| Lutte       | 0 | 0 | 1 | 1     |
| Taekwondo   | 1 | 0 | 1 | 2     |
| Tir         | 0 | 1 | 1 | 2     |
| Volley-ball | 0 | 0 | 1 | 1     |
| Water-polo  | 1 | 0 | 0 | 1     |
| Total       | 3 | 1 | 5 | 9     |

| Jour       |   |   |   | Total |
| ---------- | - | - | - | ----- |
| 24 juillet | 0 | 1 | 1 | 2     |
| 27 juillet | 1 | 0 | 0 | 1     |
| 28 juillet | 0 | 0 | 1 | 1     |
| 2 août     | 0 | 0 | 1 | 1     |
| 4 août     | 0 | 0 | 1 | 1     |
| 6 août     | 1 | 0 | 0 | 1     |
| 8 août     | 1 | 0 | 1 | 2     |
| Total      | 3 | 1 | 5 | 9     |

| Sexe   |   |   |   | Total |
| ------ | - | - | - | ----- |
| Femmes | 2 | 0 | 2 | 4     |
| Hommes | 1 | 1 | 3 | 5     |
| Total  | 3 | 1 | 5 | 9     |

## Résultats

### Athlétisme
| Athlète           | Épreuve                   | Qualification | Qualification | Finale      | Finale   |
| Athlète           | Épreuve                   | Performance   | Rang          | Performance | Rang     |
| ----------------- | ------------------------- | ------------- | ------------- | ----------- | -------- |
| Asmir Kolašinac   | Lancer du poids masculin  | 19,68 m       | 29e           | Éliminé     |          |
| Armin Sinančević  | Lancer du poids masculin  | 20,96 m       | 10e           | 20,89 m     | 7e       |
| Ivana Španović    | Saut en longueur féminin  | 7,00 m        | 1re           | 6,91 m      | 4e       |
| Dragana Tomašević | Lancer du disque féminin  | 56,95 m       | 26e           | Éliminée    | Éliminée |
| Marija Vučenović  | Lancer du javelot féminin | 58,93 m       | 20e           | Éliminée    | Éliminée |

### Aviron
| Athlète                     | Compétition                | Série         | Série | Repêchages | Repêchages | Quarts de finale | Quarts de finale | Demi-finale                   | Demi-finale | Finale                 | Finale |
| Athlète                     | Compétition                | Temps         | Rang  | Temps      | Rang       | Temps            | Rang             | Temps                         | Rang        | Temps                  | Rang   |
| --------------------------- | -------------------------- | ------------- | ----- | ---------- | ---------- | ---------------- | ---------------- | ----------------------------- | ----------- | ---------------------- | ------ |
| Martin Mačković Miloš Vasić | Deux sans barreur masculin | 6 min 43 s 18 | 3e    | -          | -          | Non disputé      | Non disputé      | Demi-finale A/B 6 min 17 s 47 | 2e          | Finale A 6 min 22 s 34 | 5e     |
| Jovana Arsić                | Skiff féminin              | 7 min 46 s 74 | 3e    | -          | -          | 8 min 9 s 37     | 4e               | Demi-finale C/D 7 min 39 s 26 | 2e          | Finale C 7 min 43 s 30 | 15e    |

### Basket-ball

#### Basket-ball à cinq
| Épreuve         | Phase de groupe       | Phase de groupe       | Phase de groupe            | Phase de groupe | Quart de finale      | Demi-finale              | Finale / MB          | Rang |
| Épreuve         | Adversaire Score      | Adversaire Score      | Adversaire Score           | Rang            | Adversaire Score     | Adversaire Score         | Adversaire Score     | Rang |
| --------------- | --------------------- | --------------------- | -------------------------- | --------------- | -------------------- | ------------------------ | -------------------- | ---- |
| Tournoi féminin | Canada Victoire 72-68 | Espagne Défaite 70-85 | Corée du Sud Victoir 65-61 | 2e              | Chine Victoire 77-70 | États-Unis Défaite 59-79 | France Défaite 76-91 | 4e   |

Sélection
La sélection serbe pour les Jeux olympiques d'été de 2020 est composée de ,:
| Numéro | Joueuse               | Poste | Naissance        | Taille | Club 2020-2021                |
| ------ | --------------------- | ----- | ---------------- | ------ | ----------------------------- |
| 5      | Sonja Vasić           | SF    | 18 février 1989  | 1,89 m | Uni Gérone CB                 |
| 6      | Saša Čađo             | SG    | 13 juillet 1989  | 1,78 m | Flammes Carolo basket         |
| 8      | Nevena Jovanović      | SG    | 30 juin 1990     | 1,79 m | Basket Landes                 |
| 9      | Jelena Brooks         | PF    | 28 avril 1989    | 1,90 m | Sopron Basket                 |
| 10     | Dajana Butulija       | G     | 23 février 1986  | 1,75 m | Ślęza Wrocław                 |
| 11     | Aleksandra Crvendakić | PF    | 17 mars 1996     | 1,87 m | LDLC ASVEL                    |
| 12     | Yvonne Anderson       | PG    | 8 mars 1990      | 1,75 m | Reyer Venise Mestre           |
| 14     | Dragana Stanković     | C     | 18 janvier 1995  | 1,95 m | USK Prague                    |
| 23     | Ana Dabović           | SG    | 18 août 1989     | 1,83 m | Basket Lattes-Montpellier MMA |
| 24     | Maja Škorić           | PF    | 10 novembre 1989 | 1,84 m | Atomerőmű KSC Szekszárd       |
| 32     | Angela Dugalić        | PF    | 29 décembre 2001 | 1,93 m | Oregon Ducks                  |
| 33     | Tina Krajišnik        | C     | 12 janvier 1991  | 1,90 m | Galatasaray SK                |

Entraîneur : Marina Maljković
Entraîneurs adjoints : Miloš Pađen et Vladimir Vuksanović

#### Basket-ball à trois
| Épreuve         | Phase de poules      | Phase de poules         | Phase de poules        | Phase de poules         | Phase de poules      | Phase de poules         | Phase de poules    | Phase de poules | Quart de finale  | Demi-finale       | Finale / MB             | Rang                                |
| Épreuve         | Adversaire Score     | Adversaire Score        | Adversaire Score       | Adversaire Score        | Adversaire Score     | Adversaire Score        | Adversaire Score   | Rang            | Adversaire Score | Adversaire Score  | Adversaire Score        | Rang                                |
| --------------- | -------------------- | ----------------------- | ---------------------- | ----------------------- | -------------------- | ----------------------- | ------------------ | --------------- | ---------------- | ----------------- | ----------------------- | ----------------------------------- |
| Tournoi féminin | Chine Victoire 22-13 | Pays-Bas Victoire 16-15 | Pologne Victoire 15-12 | Belgique Victoire 21-14 | Japon Victoire 21-11 | Lettonie Victoire 22-16 | ROC Victoire 21-10 | 1re             | Exemptées        | ROC Défaite 10-21 | Belgique Victoire 21-10 | Médaille de bronze, Jeux olympiques |

### Boxe
| Athlète          | Catégorie               | 1/16e de finale     | 1/8e de finale           | Quart de finale     | Demi-finale         | Finale              | Rang     |
| Athlète          | Catégorie               | Adversaire Résultat | Adversaire Résultat      | Adversaire Résultat | Adversaire Résultat | Adversaire Résultat | Rang     |
| ---------------- | ----------------------- | ------------------- | ------------------------ | ------------------- | ------------------- | ------------------- | -------- |
| Nina Radovanović | Mouches femmes (-51 kg) | Bujold Victoire 5-0 | Havyarimana Victoire 5-0 | Huang Défaite 0-5   | Éliminée            | Éliminée            | Éliminée |

### Canoë-kayak
| Athlète              | Compétition       | Série          | Série | Quarts de finale | Quarts de finale | Demi-finale    | Demi-finale | Finale Finale B Finale C | Finale Finale B Finale C |
| Athlète              | Compétition       | Temps          | Rang  | Temps            | Rang             | Temps          | Rang        | Temps                    | Rang                     |
| -------------------- | ----------------- | -------------- | ----- | ---------------- | ---------------- | -------------- | ----------- | ------------------------ | ------------------------ |
| Strahinja Stefanović | K1 200 m hommes   | 34 s 996       | 1er   | -                | -                | 35 s 855       | 5e          | Finale B 36 s 329        | 11e                      |
| Bojan Zdelar         | K1 200 m hommes   | 37 s 092       | 5e    | 36 s 531         | 4e               | Éliminé        | Éliminé     | Éliminé                  | Éliminé                  |
| Bojan Zdelar         | K1 1 000 m hommes | 3 min 45 s 074 | 2e    | -                | -                | 3 min 29 s 525 | 8e          | Finale B 3 min 31 s 689  | 16e                      |
| Milica Novaković     | K1 200 m femmes   | 41 s 579       | 3e    | 41 s 340         | 2e               | 40 s 257       | 6e          | Finale B 40 s 527        | 13e                      |
| Milica Novaković     | K1 500 m femmes   | 1 min 49 s 802 | 5e    | 1 min 49 s 348   | 1re              | 1 min 53 s 149 | 3e          | Finale B 1 min 54 s 458  | 12e                      |

### Judo
| Athlète           | Compétition            | 1er tour                | 2e tour                   | Quart de finale     | Demi-finale         | Repêchage           | Finale / MB         | Rang     |
| Athlète           | Compétition            | Adversaire Résultat     | Adversaire Résultat       | Adversaire Résultat | Adversaire Résultat | Adversaire Résultat | Adversaire Résultat | Rang     |
| ----------------- | ---------------------- | ----------------------- | ------------------------- | ------------------- | ------------------- | ------------------- | ------------------- | -------- |
| Nemanja Majdov    | Moins de 90 kg hommes  | Trippel Défaite 00-01   | Éliminé                   | Éliminé             | Éliminé             | Éliminé             | Éliminé             | Éliminé  |
| Aleksandar Kukolj | Moins de 100 kg hommes | Takayawa Victoire 10-00 | Cho Défaite 00-10         | Éliminé             | Éliminé             | Éliminé             | Éliminé             | Éliminé  |
| Milica Nikolić    | Moins de 48 kg femmes  | Boukli Victoire 10-00   | Bilodid Défaite 00-01     | Éliminé             | Éliminé             | Éliminé             | Éliminé             | Éliminé  |
| Marica Perišić    | Moins de 57 kg femmes  | Aldass Victoire 10-00   | Nelson-Levy Défaite 00-10 | Éliminés            | Éliminés            | Éliminés            | Éliminés            | Éliminés |
| Anja Obradović    | Moins de 63 kg femmes  | Franssen Défaite 00-10  | Éliminée                  | Éliminée            | Éliminée            | Éliminée            | Éliminée            | Éliminée |

### Karaté
| Athlète         | Compétition           | Tour de qualification | Tour de qualification | Tour de qualification | Tour de qualification    | Tour de qualification | Demi-finale         | Finale                | Rang                           |
| Athlète         | Compétition           | Match 1               | Match 2               | Match 3               | Match 4                  | Place                 | Demi-finale         | Finale                | Rang                           |
| Athlète         | Compétition           | Adversaire Résultat   | Adversaire Résultat   | Adversaire Résultat   | Adversaire Résultat      | Place                 | Adversaire Résultat | Adversaire Résultat   | Rang                           |
| --------------- | --------------------- | --------------------- | --------------------- | --------------------- | ------------------------ | --------------------- | ------------------- | --------------------- | ------------------------------ |
| Jovana Preković | Moins de 61 kg femmes | Sadini Victoire 3-1   | Grande Victoire 3-0   | Serogina Victoire 6-4 | Farouk Victoire 1-1 (VS) | 1re                   | Çoban Victoire 2-0  | Yin Victoire 0-0 (VH) | Médaille d'or, Jeux olympiques |

### Lutte
| Athlète             | Compétition         | Huitièmes de finale   | Quarts de finale    | Demi-finale         | Repêchage              | Finale 3e place Classement | Rang                                |
| Athlète             | Compétition         | Adversaire Résultat   | Adversaire Résultat | Adversaire Résultat | Adversaire Résultat    | Adversaire Résultat        | Rang                                |
| ------------------- | ------------------- | --------------------- | ------------------- | ------------------- | ---------------------- | -------------------------- | ----------------------------------- |
| Stevan Mićić        | Libre 57 kg         | Takahashi Défaite 0-7 | Éliminé             | Éliminé             | Éliminé                | Éliminé                    | 14e                                 |
| Mate Nemeš          | Gréco-romaine 67 kg | Stäbler Défaite 1-4   | Éliminé             | Éliminé             | Éliminé                | Éliminé                    | 13e                                 |
| Zurabi Datunashvili | Gréco-romaine 87 kg | Beleniuk Défaite 1-3  | Non qualifié        | Non qualifié        | Sid Azara Victoire 5-1 | Huklek Victoire 6-1        | Médaille de bronze, Jeux olympiques |
| Mihail Kadžaja      | Gréco-romaine 97 kg | Hancock Défaite 1-5   | Éliminé             | Éliminé             | Éliminé                | Éliminé                    | 14e                                 |

### Natation
| Athlète                                                   | Épreuve                       | Série            | Série | Demi-finale   | Demi-finale | Finale   | Finale   |
| Athlète                                                   | Épreuve                       | Temps            | Rang  | Temps         | Rang        | Temps    | Rang     |
| --------------------------------------------------------- | ----------------------------- | ---------------- | ----- | ------------- | ----------- | -------- | -------- |
| Andrej Barna                                              | 50 m nage libre masculin      | 22 s 29          | 28e   | Éliminé       | Éliminé     | Éliminé  | Éliminé  |
| Andrej Barna                                              | 100 m nage libre masculin     | 48 s 30          | 13e   | 47 s 94 NR    | 9e          | Éliminé  | Éliminé  |
| Velimir Stjepanović                                       | 200 m nage libre masculin     | 1 min 46 s 26    | 14e   | 1 min 47 s 62 | 16e         | Éliminé  | Éliminé  |
| Vuk Čelić                                                 | 800 m nage libre masculin     | 8 min 4 s 85     | 33e   | Non disputé   | Non disputé | Éliminé  | Éliminé  |
| Čaba Silađi                                               | 100 m brasse masculin         | 1 min            | 26e   | Éliminé       | Éliminé     | Éliminé  | Éliminé  |
| Nikola Aćin Andrej Barna Uroš Nikolić Velimir Stjepanović | 4 × 100 m nage libre masculin | 3 min 13 s 71 NR | 10e   | Non disputé   | Non disputé | Éliminés | Éliminés |
| Anja Crevar                                               | 200 m 4 nages féminin         | 2 min 17 s 62    | 26e   | Éliminée      | Éliminée    | Éliminée | Éliminée |
| Anja Crevar                                               | 400 m 4 nages féminin         | 4 min 40 s 50    | 10e   | Non disputé   | Non disputé | Éliminée | Éliminée |

### Taekwondo
| Athlète           | Compétition           | Huitièmes de finale  | Quarts de finale        | Demi-finale         | Repêchage           | Finale / MB          | Rang                                |
| Athlète           | Compétition           | Adversaire Résultat  | Adversaire Résultat     | Adversaire Résultat | Adversaire Résultat | Adversaire Résultat  | Rang                                |
| ----------------- | --------------------- | -------------------- | ----------------------- | ------------------- | ------------------- | -------------------- | ----------------------------------- |
| Tijana Bogdanović | Moins de 49 kg femmes | Cerezo Défaite 4-12  | Non qualifiée           | Non qualifiée       | Wu Victoire 12-9    | Yamada Victoire 20-6 | Médaille de bronze, Jeux olympiques |
| Milica Mandić     | Plus de 67 kg femmes  | Ogallo Victoire 13-0 | Kowalczuk Victoire 11-4 | Laurin Victoire 7-5 | -                   | Lee Victoire 10-7    | Médaille d'or, Jeux olympiques      |

### Tennis
| Athlète                           | Épreuve          | 1/32e de finale               | 1/16e de finale                   | 1/8e de finale                   | Quarts de finale                       | Demi-finale                          | Finale / MB                          | Rang      |
| Athlète                           | Épreuve          | Adversaire Résultat           | Adversaire Résultat               | Adversaire Résultat              | Adversaire Résultat                    | Adversaire Résultat                  | Adversaire Résultat                  | Rang      |
| --------------------------------- | ---------------- | ----------------------------- | --------------------------------- | -------------------------------- | -------------------------------------- | ------------------------------------ | ------------------------------------ | --------- |
| Novak Djokovic                    | Simple messieurs | Dellien Victoire 6-2, 6-2     | Struff Victoire 6-4, 6-3          | Fokina Victoire 6-3, 6-1         | Nishikori Victoire 6-2, 6-0            | Zverev Défaite 6-1, 3-6, 1-6         | Carreño Busta Défaite 4-6, 7-66, 3-6 | 4e        |
| Miomir Kecmanović                 | Simple messieurs | Majchrzak Victoire 6-4, 6-2   | Humbert Défaite 6-4, 6-75, 5-7    | Éliminé                          | Éliminé                                | Éliminé                              | Éliminé                              | Éliminé   |
| Ivana Jorović                     | Simple dames     | Van Uytvanck Défaite 3-6, 2-6 | Éliminée                          | Éliminée                         | Éliminée                               | Éliminée                             | Éliminée                             | Éliminée  |
| Nina Stojanović                   | Simple dames     | Hibino Victoire 6-3, 6-3      | Sákkari Défaite 1-6, 2-6          | Éliminée                         | Éliminée                               | Éliminée                             | Éliminée                             | Éliminée  |
| Aleksandra Krunić Nina Stojanović | Double dames     | Non disputé                   | Xu / Yang Défaite 6-4, 4-6, 16-18 | Éliminées                        | Éliminées                              | Éliminées                            | Éliminées                            | Éliminées |
| Nina Stojanović Novak Djokovic    | Double mixte     | Non disputé                   | Non disputé                       | Stefani / Melo Victoire 6-3, 6-4 | Siegemund / Krawietz Victoire 6-1, 6-2 | Vesnina / Karatsev Défaite 6-74, 5-7 | Barty / Peers Défaite WO             | 4e        |

### Tennis de table
| Athlète(s)                                  | Compétition | Tour préliminaire    | 1er tour         | 2e tour          | 3e tour          | 4e tour            | Quarts de finale | Demi-finale      | Finale / MB      | Rang     |
| Athlète(s)                                  | Compétition | Adversaire Score     | Adversaire Score | Adversaire Score | Adversaire Score | Adversaire Score   | Adversaire Score | Adversaire Score | Adversaire Score | Rang     |
| ------------------------------------------- | ----------- | -------------------- | ---------------- | ---------------- | ---------------- | ------------------ | ---------------- | ---------------- | ---------------- | -------- |
| Dimitrije Levajac                           | Simple      | Skachkov Défaite 2-4 | Éliminé          | Éliminé          | Éliminé          | Éliminé            | Éliminé          | Éliminé          | Éliminé          | Éliminé  |
| Zsolt Peto                                  | Simple      | Ghiónis Défaite 0-4  | Éliminé          | Éliminé          | Éliminé          | Éliminé            | Éliminé          | Éliminé          | Éliminé          | Éliminé  |
| Marko Jevtović Dimitrije Levajac Zsolt Peto | Par équipes | Non disputé          | Non disputé      | Non disputé      | Non disputé      | Brésil Défaite 2-3 | Éliminés         | Éliminés         | Éliminés         | Éliminés |

### Tir
La Serbie qualifie 7 tireurs sportifs.
| Athlète            | Compétition                   | Qualification | Qualification | Finale  | Finale                              |
| Athlète            | Compétition                   | Points        | Rang          | Points  | Rang                                |
| ------------------ | ----------------------------- | ------------- | ------------- | ------- | ----------------------------------- |
| Damir Mikec        | Pistolet à air comprimé 10 m, | 578           | 8e            | 237,9   | Médaille d'argent, Jeux olympiques  |
| Milenko Sebić      | Carabine à air comprimé 10 m  | 623,2         | 31e           | Éliminé | Éliminé                             |
| Milenko Sebić      | Carabine à 50 m 3 positions,  | 1 180         | 4e            | 448,2   | Médaille de bronze, Jeux olympiques |
| Milutin Stefanovic | Carabine à air comprimé 10 m  | 621,3         | 38e           | Éliminé | Éliminé                             |
| Milutin Stefanovic | Carabine à 50 m 3 positions   | 1 162         | 23e           | Éliminé | Éliminé                             |

| Athlète             | Compétition                  | Qualification | Qualification | Finale   | Finale   |
| Athlète             | Compétition                  | Points        | Rang          | Points   | Rang     |
| ------------------- | ---------------------------- | ------------- | ------------- | -------- | -------- |
| Zorana Arunović     | Pistolet à air comprimé 10 m | 573           | 17e           | Éliminée | Éliminée |
| Zorana Arunović     | Pistolet à 25 m,             | 584           | 9e            | Éliminée | Éliminée |
| Jasmina Milovanović | Pistolet à air comprimé 10 m | 566           | 33e           | Éliminée | Éliminée |
| Jasmina Milovanović | Pistolet à 25 m,             | 575           | 30e           | Éliminée | Éliminée |
| Andrea Arsović      | Carabine à air comprimé 10 m | 623,3         | 29e           | Éliminée | Éliminée |
| Andrea Arsović      | Carabine à 50 m 3 positions, | 1 175         | 5e            | 402,4    | 8e       |
| Sanja Vukašinović   | Carabine à air comprimé 10 m | 617,8         | 44e           | Éliminée | Éliminée |
| Sanja Vukašinović   | Carabine à 50 m 3 positions, | 1 161         | 25e           | Éliminée | Éliminée |

| Athlète                           | Compétition                   | Qualification 1 | Qualification 1 | Qualification 2 | Qualification 2 | Finale / 3e place                  | Finale / 3e place |
| Athlète                           | Compétition                   | Points          | Rang            | Points          | Rang            | Adversaire Résultat                | Rang              |
| --------------------------------- | ----------------------------- | --------------- | --------------- | --------------- | --------------- | ---------------------------------- | ----------------- |
| Damir Mikec Zorana Arunović       | Pistolet à air comprimé 10 m, | 577             | 5e              | 384             | 4e              | Kostevych / Omelchuk Défaite 12-16 | 4e                |
| Milenko Sebić Sanja Vukašinović   | Carabine à air comprimé 10 m, | 612,4           | 29e             | Éliminés        | Éliminés        | Éliminés                           | Éliminés          |
| Milutin Stefanović Andrea Arsović | Carabine à air comprimé 10 m, | 624,5           | 16e             | Éliminés        | Éliminés        | Éliminés                           | Éliminés          |

### Volley-ball
| Compétition     | Phase de groupe                     | Phase de groupe    | Phase de groupe    | Phase de groupe    | Phase de groupe           | Phase de groupe | Quart de finale     | Demi-finale            | Finale / 3e place         | Finale / 3e place                   |
| Compétition     | Adversaire Score                    | Adversaire Score   | Adversaire Score   | Adversaire Score   | Adversaire Score          | Rang            | Adversaire Score    | Adversaire Score       | Adversaire Score          | Rang                                |
| --------------- | ----------------------------------- | ------------------ | ------------------ | ------------------ | ------------------------- | --------------- | ------------------- | ---------------------- | ------------------------- | ----------------------------------- |
| Tournoi féminin | République dominicaine Victoire 3-0 | Japon Victoire 3-0 | Kenya Victoire 3-0 | Brésil Défaite 1-3 | Corée du Sud Victoire 3-0 | 2e              | Italie Victoire 3-0 | États-Unis Défaite 0-3 | Corée du Sud Victoire 3-0 | Médaille de bronze, Jeux olympiques |

### Water-polo
| Compétition      | Phase de groupe       | Phase de groupe          | Phase de groupe         | Phase de groupe       | Phase de groupe          | Phase de groupe | Quart de finale      | Demi-finale           | Finale / 3e place    | Finale / 3e place              |
| Compétition      | Adversaire Score      | Adversaire Score         | Adversaire Score        | Adversaire Score      | Adversaire Score         | Rang            | Adversaire Score     | Adversaire Score      | Adversaire Score     | Rang                           |
| ---------------- | --------------------- | ------------------------ | ----------------------- | --------------------- | ------------------------ | --------------- | -------------------- | --------------------- | -------------------- | ------------------------------ |
| Tournoi masculin | Espagne Défaite 12-13 | Kazakhstan Victoire 19-5 | Australie Victoire 14-8 | Croatie Défaite 12-14 | Monténégro Victoire 13-6 | 3e              | Italie Victoire 10-6 | Espagne Victoire 10-9 | Grèce Victoire 13-10 | Médaille d'or, Jeux olympiques |